# Stany Van Wymeersch

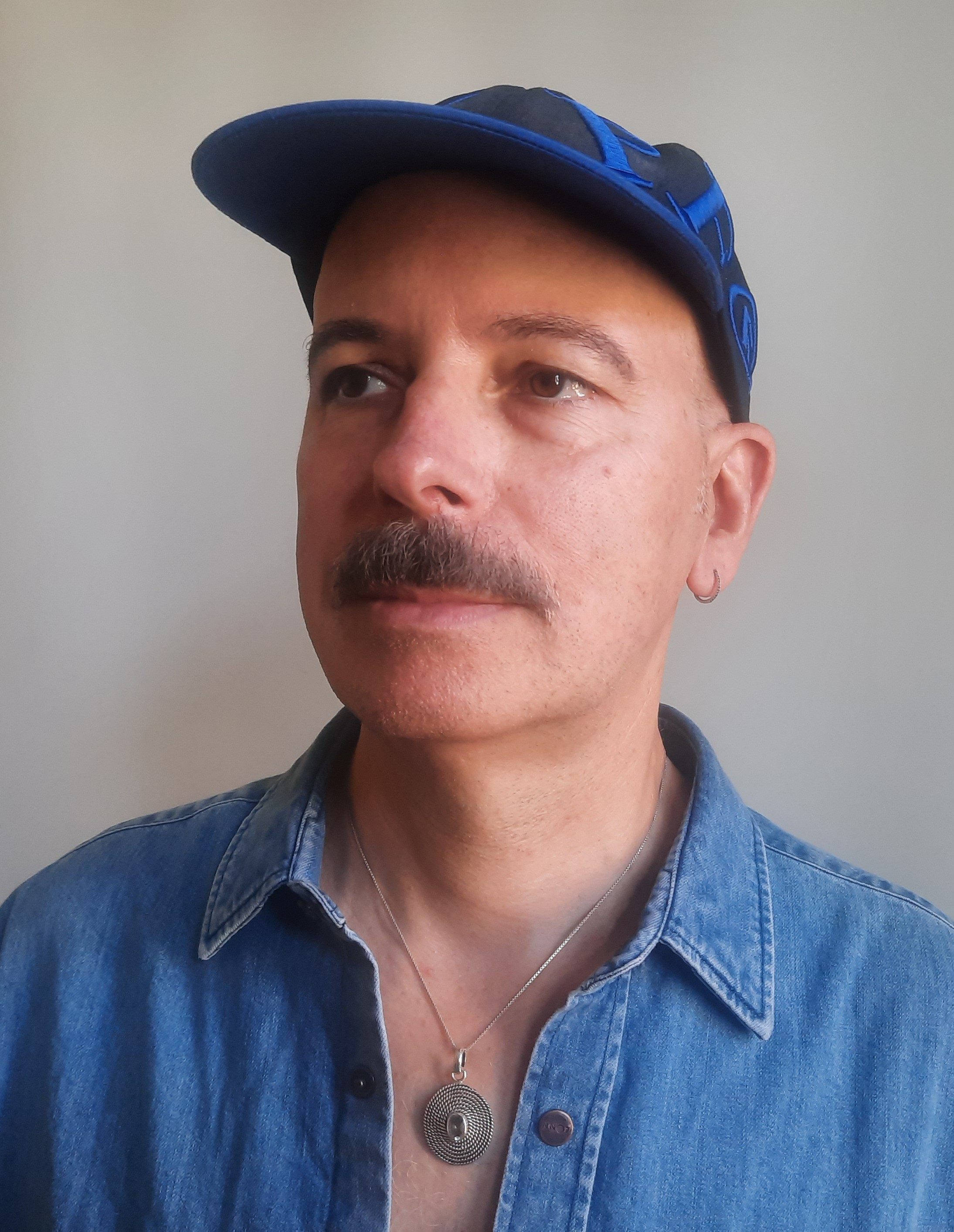
Stany Van Wymeersch in 2023

Stany Van Wymeersch of Van Wijmeersch (Gent, 20 september 1965) is een Belgisch gepubliceerd auteur en muziekjournalist, vooral bekend om zijn werk rond de popgroep ABBA.

## Loopbaan
Van Wymeersch volgde zijn middelbare studie aan het Koninklijk Atheneum in zijn geboortestad en studeerde daarna rechten aan de Universiteit van Gent van 1983 tot 1989. Het grootste deel van zijn loopbaan was hij actief in de communicatie- en culturele sector.
Als free-lance journalist leverde hij bijdragen aan (oa.) Primo Magazine (BE), De Telegraaf (NL), De Morgen (BE), ABBA Intermezzo Magazine (D) en Official International ABBA Fan Club Magazine (NL).
Stany was daarnaast consultant voor de officiële ABBA-tentoonstelling Super Troupers in de O2, Londen (december 2019 – maart 2020) en zetelde voor Eurostory.nl in de jury voor de Best Lyrics Award op het Eurovisiesongfestival in 2019, 2021 en 2023. 
In november 2020 verscheen ‘Bonnie en José – Herinnering’ op CD/DVD. Het CD-boekje bevat een nieuw interview met Bonnie & José door Stany Van Wymeersch. 
In april 2025 bracht Van Wymeersch samen met de band S-O-K, bestaande uit hemzelf, Ophelia Van Wymeersch en Klaas Tomme, een parlando retropopversie uit van het ABBA-nummer 'Crazy World'. Voor de opname werkten ze samen met de Zweedse gitarist Janne Schaffer en zangeres Susie Webb. De single ging op 12 april in première tijdens de officiële ABBA Fan Club Day te Roosendaal en werd gelijktijdig uitgebracht op digitale platformen zoals Spotify en Youtube. In een beperkte oplage van 500 exemplaren verscheen ook een vinylsingle met een hoesfoto van fotograaf Govert de Roos.

## Boekvoorstellingen
Zijn eerste boek ‘Let’s Talk About ABBA’ bestond uit interviews met medewerkers en muzikanten uit de entourage van ABBA, originele quotes van de ABBA-leden en een interview met Björn Ulvaeus. ABBA’s art director Rune Söderqvist was de artistieke adviseur van dit boek, dat werd uitgegeven door Ballon Media (Dragonetti) en voorgesteld op de Antwerpse Boekenbeurs (BE) in november 2013. Het boek kwam in een Engelse en naar het Nederlands vertaalde versie uit.
Stany’s tweede boek ‘We All Love ABBA’, met als thema de invloed van ABBA op de meest uiteenlopende artiesten, werd voorgesteld in de Harbour Club Amsterdam in mei 2016, in aanwezigheid van de Nederlandse meidengroep Luv’ en verschillende andere artiesten uit het boek (Embracingfranki, Maarten Vande Wiele, Aad Spanjaard, Michiel Gunning).
In oktober 2021 kwamen de boeken ‘The Legacy of ABBA – Vol.1 en Vol.2’ uit. ‘The Legacy of ABBA Vol.1’ bevat een volledig overzicht van de carrière van de ABBAleden, evenals exclusieve en uitgebreide interviews met Anni-Frid Lyngstad, Björn Ulvaeus en Benny Andersson. ‘The Legacy of ABBA Vol.2’ focust op belangrijke fotografen die met ABBA hebben samengewerkt (oa. Anders Hanser en Bubi Heilemann), ABBA-muziek in films en beroemde ABBA-fans.
De officiële voorstelling vond plaats in Slottsholmen, Västervik (Zweden) – in het hotel van Björn Ulvaeus en zijn dochter Anna. Special guests waren Tonny Roth (Hootenanny Singers), Anders Hanser (ABBA’s officiële fotograaf), Hans Löfvenberg (ABBA tour management), Marga Scheide (Luv’) en Michiel Gunning (Popfoto journalist/fotomodel).
De boeken werden ook voorgesteld in Gent (BE) in AtelierGent74, in aanwezigheid van Marga Scheide, Michiel Gunning, Getty Kaspers (Teach-In), Philippe Elan en Maarten Vande Wiele.
Beide boeken behaalden de eerste plaats in de bestsellerslijsten van Amazon in Australië, Zweden, Verenigd Koninkrijk, Polen en Frankrijk. In Duitsland en Spanje behaalden de boeken de Top 5 en in Italië en de Verenigde Staten de Top 20
In 2022 kwam een Estse versie uit van het boek ‘Let’s Talk About ABBA’. Het boek werd uitgebreid en aangepast voor het publiek in Estland, met onder meer een nieuw interview met de rijzende ster Stefan Airapetjan, die Estland vertegenwoordigde op het Eurovisiesongfestival in Turijn in 2022.
In oktober 2023 kwam het boek ‘We All Love ABBA – Expanded Edition’ uit, met nieuwe bijdragen en foto’s (48 extra pagina’s). Het boek werd voorgesteld op een evenement in Gent (BE) met als special guests Maggie MacNeal, Philippe Elan, Marga Scheide (Luv’), Govert de Roos, Dick Kooiman en Embracingfranki.